# Vasilija Vukotić
Vasilija Vukotić, cyr. Василија Вукотић (ur. 1897 we wsi Čevo, zm. 20 listopada 1977 w Belgradzie) – kapral armii czarnogórskiej, córka Janko Vukoticia.

## Służba wojskowa
Była najstarszym dzieckiem czarnogórskiego generała i polityka Janko Vukoticia i jedyną jego córką. W czasie wojen bałkańskich pracowała w szpitalu wojskowym jako pielęgniarka. Kiedy wybuchła I wojna światowa, najstarszy syn Janko Vukoticia, Vukašin miał zaledwie 7 lat i ojciec zdecydował, aby Vasilija wstąpiła do armii i otrzymała awans na stopień kaprala. Pełniła funkcję łącznika, przenosząc rozkazy swojego ojca do jednostek polowych. Uczestniczyła w działaniach wojennych w czasie I wojny światowej. Była jedyną kobietą, która wzięła udział w bitwie pod Mojkovacem.

## Dalsze losy
Po bitwie pod Mojkovacem, aby nie podzielić losu swojego ojca, który trafił do niewoli austro-węgierskiej, Vasilija wyszła za mąż za lekarza z Nikšicia – Nika Martinovicia. W 1926 jej mąż został zamordowany. Vasilija wyszła za mąż po raz drugi za gen. Blažo Vrbicia, b. podkomendnego jej ojca. Małżeństwo przeniosło się do Kragujevaca, gdzie Vasilija zajęła się działalnością społeczną i charytatywną. Była przewodnicząca Stowarzyszenia Kobiet Knieginja Zorka. Po śmierci drugiego męża mieszkała samotnie w Belgradzie, gdzie zmarła w roku 1977. Pochowana w grobie rodzinnym na Nowym Cmentarzu w Belgradzie.

## Pamięć
Zapiski Vasiliji Vukotić z czasów wojny są przechowywane w zbiorach Muzeum Historii Serbii, gdzie zostały zaprezentowane publicznie w czasie obchodów 100-lecia wybuchu I wojny światowej.